# Ubc Green FM
ubc Green FM은 1999년 8월 30일 방송국 허가를 취득한 후, 2001년 7월 1일 시험전파를 발사하여 같은해 9월 1일 라디오방송인 그린FM이 개국하였다. 음악·토크 등의 프로그램을 제작하여 편성하고 있으며, SBS와 네트워크 업무 제휴를 맺고 SBS 파워FM의 프로그램을 상당수 편성한다. 울산과 부산시 기장군 일부, 경주 일부지역을 가청권역으로서 방송 중이다.

## 프로그램
| ubc Green FM                 | ubc Green FM             | ubc Green FM | ubc Green FM |
| 프로그램명                   | 방송시간                 | DJ           | 방송분량     |
| ---------------------------- | ------------------------ | ------------ | ------------ |
| 김수희의 잠 못 드는밤 그대는 | 매일 새벽 3시~아침 5시   | 김수희       | 120분        |
| 전선민의 유쾌한 데이트       | 월~토 오전 9시~11시      | 전선민       | 120분        |
| 문지영의 라디오스타          | 일요일 오전 9시~11시     | 문지영       | 120분        |
| 김수희의 머니를 부탁해       | 월~금 오전 11시~낮 12시  | 김수희       | 60분         |
| 김수희의 11시를 부탁해       | 토요일 오전 11시~낮 12시 | 김수희       | 60분         |
| 최지은의 언제나 영화처럼     | 일요일 오전 11시~낮 12시 | 최지은       | 60분         |
| 행복한 네시 정윤지입니다     | 월~토 오후 4시~저녁 6시  | 정윤지       | 120분        |
| 이승재의 일요음악특급        | 일요일 오후 4시~저녁 6시 | 이승재       | 120분        |

## 방송 송출 시설망
| Ubc Green FM  | Ubc Green FM | Ubc Green FM | Ubc Green FM | Ubc Green FM          | Ubc Green FM                                                                           |
| 송신소        | 주파수       | 출력         | 호출부호     | 송신소 위치           | 방송구역                                                                               |
| ------------- | ------------ | ------------ | ------------ | --------------------- | -------------------------------------------------------------------------------------- |
| 무룡산 송신소 | FM 92.3㎒    | 3㎾          | HLDP-FM      | 울산 북구 화봉동 20-1 | 울산광역시 일원, 부산광역시 일부, 경남 양산시 일부, 경북 경주시 일부, 경북 포항시 일부 |

## 제공 시보

#### 정각 시보
- 연암철물
- 홈씨씨 인테리어 울산점
- ubc Green FM 로고송

#### 30분 시보
- 주식회사 가천린포크

## 사가
- 2001년 9월 1일부터 ubc Green FM 방송시작멘트에 ubc 울산방송의 사가로 사용되고 있다. 이 사가는 방송 시작멘트에서 들을 수 있다.

1절
동해의 푸른새벽 함께 가르며
도약하는 울산의 횃불이 되어
창-의와 책임있는 미래 펼치는
세계로 열려있는 신뢰받는 방송
아- 아- 울산의 맥박 우-리의 숨결
희망과 감동이 살아 넘치는
영원하~리 ubc~ ubc 울산방송!
2절
온 세계 이웃되는 행복한 꿈과
봉사와 사랑심는 생활인의 벗
새-역사 열어가는 진실한 보도
공익의 앞장서는 지역인의 방송
아- 아- 울산의 맥박 우-리의 숨결
희망과 감동이 살아 넘치는
영원하~리 ubc~ ubc 울산방송!

## 사옥 변천 과정
- 1997년 9월 1일 ~ 2010년 12월 19일: 울산광역시 남구 삼산로 261, 11~12층
- 2010년 12월 20일 ~ 현재: 울산광역시 중구 구교로 41

## 로고송

### 로고송 (라디오)
- 행복한 사람들이 만들어 가는 초록빛 세상 ubc Green FM (2001 ~ 현재)
- 나만의 감성 주파수 92.3 내가 그린~ ubc Green FM ~ (2006 ~ 현재)
- 나만의 감성 주파수 92.3 내가 그린 FM~ ubc Green FM ~ (2006 ~ 현재)
- ubc ubc ubc ubc 그린 FM 92.3 <정시 시보> (2006 ~ 2016)
- 나만의 감성 주파수 92.3 내가 그린 ubc Green FM ~ <정시 시보> (2017 ~ 현재)
- ubc 그린 FM ~ <30분 시보> (2006 ~ 현재)

## 직원 현황 (2024년 ~ 현재)
- 아나운서 - 편정택, 이승재, 최지은
- DJ, 리포터, MC - 김수희, 문지영, 전선민, 정윤지, 김현주, 김언지, 양정희, 김서영, 구인혜

## 같이 보기
- ubc